# Celebichneumon latimodjongis
Celebichneumon latimodjongis är en stekelart som beskrevs av Heinrich 1934. Celebichneumon latimodjongis ingår i släktet Celebichneumon och familjen brokparasitsteklar. Utöver nominatformen finns också underarten C. l. mengkokae.